# Стантон (тауншип, Миннесота)
Стантон (англ. Stanton) — тауншип в округе Гудхью, Миннесота, США. На 2000 год его население составило 1080 человек.

## География
По данным Бюро переписи населения США площадь тауншипа составляет 61,8 км², из которых 58,8 км² занимает суша, а 2,9 км² — вода (4,74 %).

## Демография
По данным переписи населения 2000 года здесь находились 1080 человек, 372 домохозяйства и 309 семей.  Плотность населения —  18,4 чел./км².  На территории тауншипа расположено 384 постройки со средней плотностью 6,5 построек на один квадратный километр. Расовый состав населения: 97,69 % белых, 0,19 % коренных американцев, 0,46 % азиатов, 0,09 % c Тихоокеанских островов, 0,28 % — других рас США и 1,30 % приходится на две или более других рас. Испанцы или латиноамериканцы любой расы составляли 0,74 % от популяции тауншипа.
Из 372 домохозяйств в 39,0 % воспитывались дети до 18 лет, в 74,5 % проживали супружеские пары, в 4,6 % проживали незамужние женщины и в 16,7 % домохозяйств проживали несемейные люди. 13,2 % домохозяйств состояли из одного человека, при том 4,3 % из — одиноких пожилых людей старше 65 лет. Средний размер домохозяйства — 2,90, а семьи — 3,18 человека.
29,1 % населения — младше 18 лет, 5,9 % — в возрасте от 18 до 24 лет, 30,6 % — от 25 до 44, 26,4 % — от 45 до 64, и 8,0 % — старше 65 лет. Средний возраст — 36 лет. На каждые 100 женщин приходилось 110,1 мужчин.  На каждые 100 женщин старше 18 приходилось 106,5 мужчин.
Средний годовой доход домохозяйства составлял 60 972 доллара, а средний годовой доход семьи — 65 000 долларов. Средний доход мужчин —  41 033 доллара, в то время как у женщин — 27 768. Доход на душу населения составил 23 473 доллара. За чертой бедности находились 2,8 % семей и 2,8 % всего населения тауншипа, из которых 2,4 % младше 18 и 6,8 % старше 65 лет.